# Corpus catholicorum
Corpus catholicorum, lat., katolikernas förening eller. korporation, namn (dock icke officiellt) på samtliga katolska riksständer i tysk-romerska riket, i motsats till de förenade protestantiska riksständerna corpus evangelicorum. Inom corpus catholicorum innehade kurfursten av Mainz presidiet.